# Rue Armand-Silvestre
La rue Armand-Silvestre est une voie de la commune française de Courbevoie.

## Situation et accès

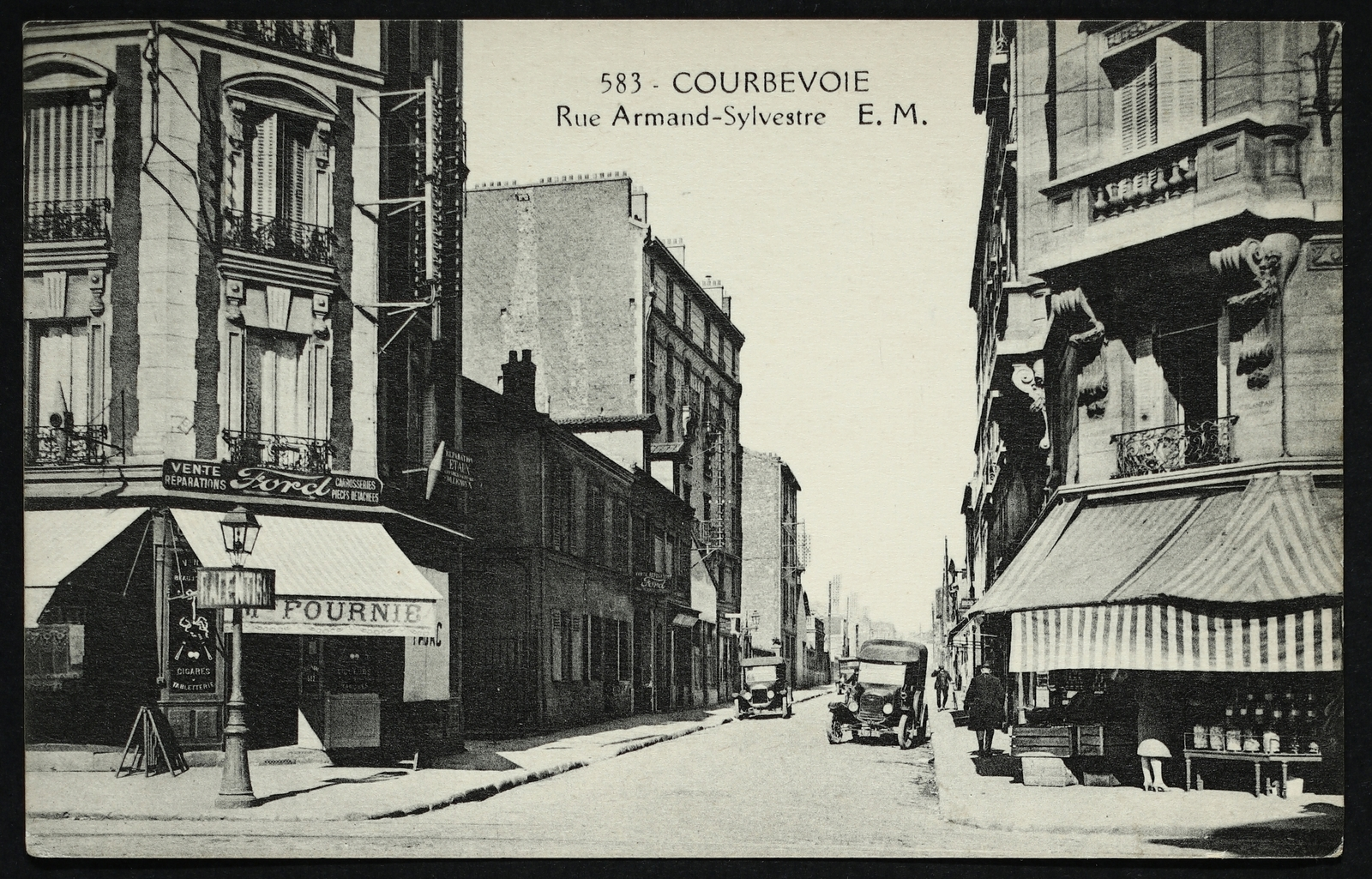
Rue Armand-Sylvestre, Courbevoie.

La rue est immédiatement accessible par la gare de Bécon-les-Bruyères.
Elle rencontre notamment l'avenue Léon-Bourgain, le boulevard Georges-Clemenceau (route départementale 9B) et la rue du Cayla.

## Origine du nom
Cette rue porte le nom d'Armand Silvestre, écrivain français.

## Historique
Le 21 mars 1915, durant la première Guerre mondiale, une bombe lancée d'un ballon dirigeable allemand Zeppelin explose au no 40 rue Armand-Silvestre,

## Bâtiments remarquables et lieux de mémoire

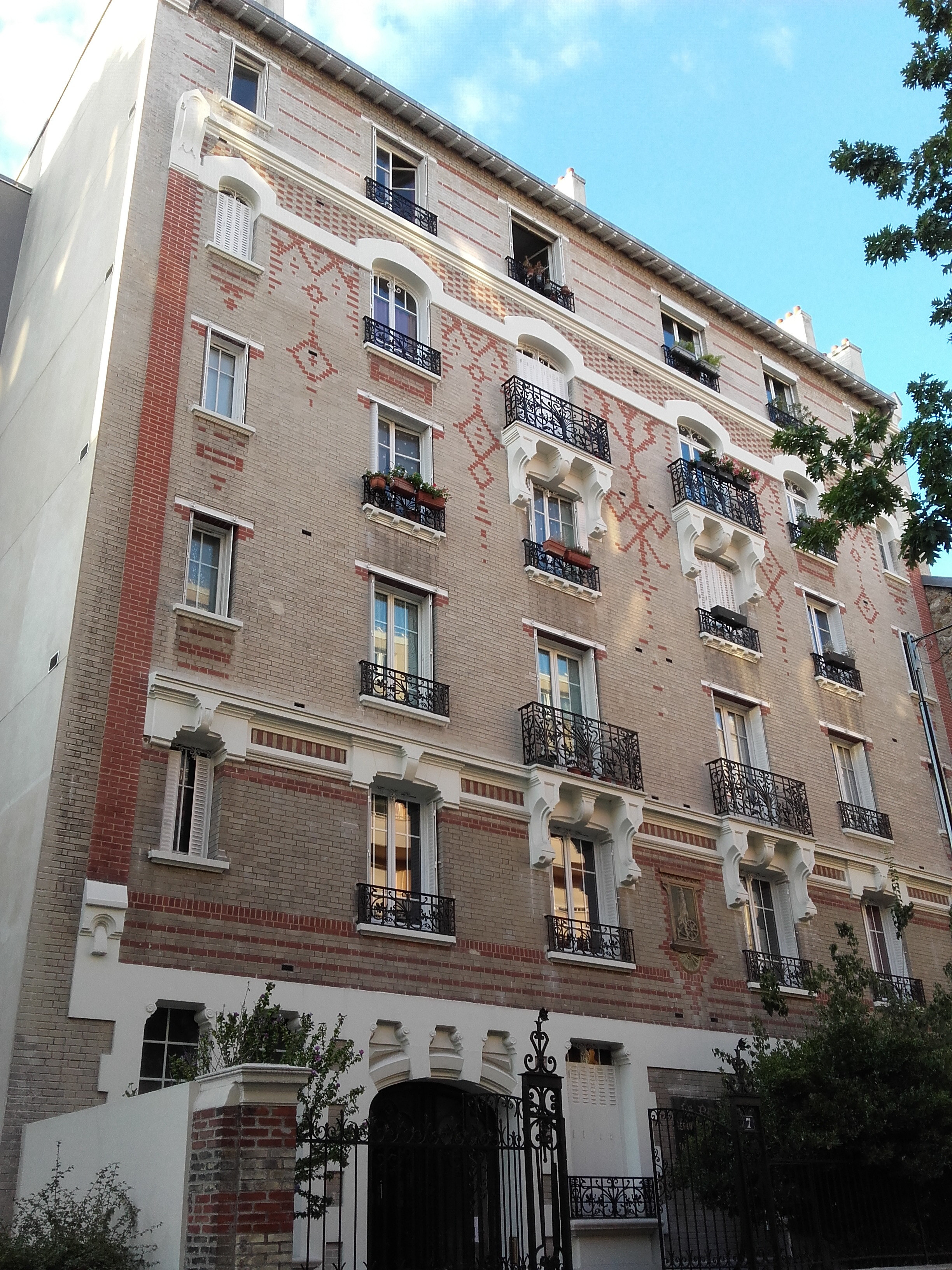
Au 7, rue Armand-Silvestre.

- Église Saint-Maurice de Bécon, construite en 1910[4].
- Parc des Couronnes.
- Site de l'ancienne usine des automobiles "La Licorne"[5],[6].
- Mairie de Quartier de Bécon.